# Stéphane Morata
Stéphane Morata (1977) è un astronomo amatoriale francese di professione fisico.
Il Minor Planet Center gli accredita la scoperta dell'asteroide 9117 Aude effettuata il 27 marzo 1997 in collaborazione con Didier Morata.
Gli è stato dedicato l'asteroide 14643 Morata.